# Аленка Готар
Аленка Готар (Родица при Домжалах, 23. август 1977) je словеначка оперска певачица, сопран. Готар је са песмом Cvet z juga (”Цвет са југа”) представљала Словенију на Песми Евровизије 2007. у Хелсинкију.
Аленка Готар је рођена 1977. године у месту Родица при Домжалах у Словенији. У нижој музичкој школи је учила клавир и гитару, након чега је похађала Гимназију Полјане и Средњу музичку и балетну школу у Љубљани, где је код Маркоса Бајука учила соло певање. После матуре 1996. је уписала студије певања на Музичкој академији у Базелу (Швајцарска), а 1999. се на позив професорке Лилијан Сукис пребацила на салцбуршки Моцартеум, где је дипломирала 2000. У Салцбургу је наставила са последипломским студијама певања и оперске игре са Сукис, а осим тога се усавршавала у Риму са Мајом Сунари-Бјанкини, те са Марјаном Липовшек и Алфредом Бургшталером. Магистрирала је 2006. године.
Аленка Готар као стална гошћа сарађује са мариборском Опером, а као солиста пева и у Државном позоришту у Салцбургу и љубљанској Опери. Наступала је са оркестрима и камерним групама у Словенији, Аустрији, Швајцарској, Немачкој, Хрватској и Скандинавији. Њен репертоар обухвата дела од барока до модерних музичких дела. Ради и као наставник музике.
Готар је победила на Еми 2007., словеначком избору за представника на Песми Евровизије 2007. у Хелсинкију са песмом Cvet z juga, снажном, брзом и ритмичном баладом, са приметним утицајима изворне музике и високим оперским завршетком. Музику и текст је радио Андреј Бабић, а аранжман Александар Валенчић. Ема 2007. је била прво издање Еме на којем је о победнику одлучено чистим телегласањем. Одржана су два полуфинала, 1. и 2. фебруара, са којих је одабрано по седам песама за финале 3. фебруара. Након првог круга гласања гледаоци су бирали међу две песме са највише гласова, Готареве и Еве Черне са песмом Čudeži Smehljaja, и Готар је победила са 44.636 гласова према 31.324. Готар је по броју гласова била четврта у првом полуфиналу и друга у првом кругу финала . За победу је осим трофеја добила и словеначко-фински речник (!) од финске амбасаде у Словенији.
Песма Cvet z juga је трећа песма хрватског композитора Андреја Бабића која је учествовала на Песми Евровизије, након песме Више нисам твоја коју је Клаудија Бени певала за Хрватску 2003. и Call me за Феминем, представнице Босне и Херцеговине 2005. Бабић је претходне две године компоновао песме које је на Еми изводила Саша Лендеро, Metulj 2005. и Mandoline 2006., оба пута за друго место. 
Песма Cvet z juga је на такмичењу Евровизија 2007. одржаном у Хелсинкију заузела петнаесто место.
Аленка Готар је учествовала на Сплитском фестивалу 2008. године са песмом Nek te voli kao ja.

## Улоге и наступи
Готар је у љубљанској опери тумачила улоге Барбарине (”Фигарова женидба”, Моцарт), Дона Елвира (”Дон Ђовани”, Моцарт), Хане Главари (”Весела удовица”, Лехар), Памине (”Папагено свира на чаробној фрули”, Моцарт/Штројл), Гран Сачердотесе (”Аида”, Верди). У сезони 2004/05. била је стални члан њиховог сталног солистичког ансамбла, када је певала улоге Бригите (”Јоланда”, Чајковски), Бубикопф (”Атлантски цар”, Улман) и Кристине на премијери опере ”Брата” словеначког композитора Ајдича.
У салцбуршкој опери Готар је певала улоге Сузане (”Фигарова женидба”, Моцарт), Пармина (”Чаробна фрула”, Моцарт), Арминде (”Лажна баштованка” Моцарт), Хијакинта (”Аполо и Хијакинт”, Моцарт) и Мими (”Боеми”, Пучини). 
На фестивалу ”Европски месец музике” 2001. у Базелу је певала сопран у премијерном извођењу мултимедијалне опере ”Скамандер” швајцарског композитора Беата Гисина. 2000. је за швајцарски радио ДРС3 радила са познатим композитором Ђерђом Куртагом.